# Байдавлетов, Аян Бауыржанович
Аян Бауыржанович Байдавлетов (каз. Аян Бауыржанұлы Байдәулетов; род. 3 мая 2006, Актобе) — казахстанский футболист, полузащитник клуба «Актобе».

## Клубная карьера
Воспитанник актюбинского футбола. Футбольную карьеру начал в 2021 году в составе клуба «Актобе М». 3 мая 2025 года в матче против клуба «Женис» дебютировал в чемпионате Казахстана, выйдя на замену на 86-й минуте вместо Джордже Ивковича.

## Карьера в сборной
4 июня 2024 года дебютировал за сборную Казахстана до 19 лет в матче против сборной Азербайджана до 19 лет (0:2).

## Достижения
«Актобе»
- Бронзовый призёр Чемпионата Казахстана: 2024
- Обладатель Кубка Казахстана: 2024

## Клубная статистика
| Клуб             | Сезон            | Лига | Лига | Кубки | Кубки | Еврокубки | Еврокубки | Итого | Итого |
| Клуб             | Сезон            | Игры | Голы | Игры  | Голы  | Игры      | Голы      | Игры  | Голы  |
| ---------------- | ---------------- | ---- | ---- | ----- | ----- | --------- | --------- | ----- | ----- |
| Актобе           | 2024             | 0    | 0    | 2     | 0     | —         | —         | 2     | 0     |
| Актобе           | 2025             | 5    | 1    | 0     | 0     | —         | —         | 5     | 1     |
| Актобе           | Итого            | 5    | 1    | 2     | 0     | —         | —         | 7     | 1     |
| → Актобе М       | 2021             | 5    | 1    | —     | —     | —         | —         | 5     | 1     |
| → Актобе М       | 2022             | 14   | 0    | —     | —     | —         | —         | 14    | 0     |
| → Актобе М       | 2023             | 17   | 1    | —     | —     | —         | —         | 17    | 1     |
| → Актобе М       | 2024             | 20   | 3    | —     | —     | —         | —         | 20    | 3     |
| → Актобе М       | 2025             | 1    | 0    | —     | —     | —         | —         | 1     | 0     |
| → Актобе М       | Итого            | 57   | 5    | —     | —     | —         | —         | 57    | 5     |
| Всего за карьеру | Всего за карьеру | 62   | 6    | 2     | 0     | —         | —         | 64    | 6     |